# البرزة
البرزة قرية سعودية، تتبع محافظة خليص بمنطقة مكة المكرمة. تقع في شمال شرق مدينة جدة بمسافة نحو (120) كم.

## الموقع
تقع قرية البرزة شمال مكة المكرمة وهي إحدى قرى التابعة لمحافظة خليص إدارياً وتبعد عن الحرم المكي الشريف بمسافة 65 كيلو متر تقريبآ وبمسافة 90 كيلو متر عبر الطريق المسفلت مروراً بالجموم ومن ثم مروراً بهدى الشام. وكما انها تقع في الشمال الشرقي لمحافظة جدة وتبعد عنها مسافة 120 كيلو متر.

## الحدود
- شمالاً: محافظة الكامل.
- جنوباً: قرية هدى الشام.
- شرقاً: قرية مدركة - رهاط.
- غرباً: قرية أم الجرم.

## التاريخ
أورد البلادي بأن (البرزة) بفتح الباء وسكون الراء ثم زاي مفتوحة فهاء: هي قرية عامرة في أسفل وادي غران مما يلي رهاط ثم أورد في نفس السياق قول ياقوت بان برزة بالضم موضع كانت به وقعة تذكر في أيام العرب.
قال عبد الله بن جذل الطعان:
فدي لهم نفسي وامي فدى ببرزة اذ يخبطنهم بالسنابل
وفي يوم برزة قتل مالك بن صخر بن الشريد، وهو ذو التاج، كان بنو سليم توجوه ثم ملكوه عليهم، فغزا بني كنانة واغار على فراس بن مالك بموضع يقال له برزة، ورئيس بني فراس عبد الله بن جذل الطعان فقتلة عبد الله وقال كثير:
تعاندت في الارسان اجواز عقاق المطايا مستفات جبالها
ورغم ان البكري اوردها بتقديم الزاي المعجعة على الراء المهملة فروايتة لا تختلف عن رواية ياقوت الا أنة قال: فقتل عبد الله مالكاً وأخاه كرز أبني خالد ابن صخر بن الشديد.

## وصلات خارجية
- محافظة جدة
- محافظة رابغ